# Morane-Saulnier Vanneau
Le Morane-Saulnier Vanneau est un avion d'entraînement construit par Morane-Saulnier.

## Historique

Un avion français Morane-Saulnier MS.475 abattu par les combattants algériens de l'ALN dans la région de Médéa durant le plan Challe.

Durant l’occupation de la France par l'Allemagne pendant la Seconde Guerre mondiale, le bureau d’étude Morane-Saulnier conçoit dans la clandestinité un monomoteur biplace d’entraînement baptisé MS.470 qui effectue son premier vol à Tarbes le 6 février 1945. Après ce premier vol, il faudra attendre l’été 1945 pour qu’il subisse enfin des vols d’essai. Ces derniers au nombre de onze feront ressortir quelques soucis et la copie sera à revoir : en effet, l’appareil n’apportera pas une entière satisfaction, à cause notamment d’une mauvaise conception des pédales de commandes, de la voilure et du freinage.
À la libération de la France en est dérivé le MS.472 qui, sous le nom de Vanneau, est commandé par l’Armée de l'air. Les 230 exemplaires construits sont utilisés notamment par les unités d’instruction. Plusieurs déclinaisons sont ensuite produites, en particulier le MS.474 à crosse d’appontage pour la Marine nationale, ou le MS.475 à moteur Hispano-Suiza 12Y pour l’Armée de l’air.
Les « Vanneau » sont restés en service dans l'Armée de l'air et la Marine jusqu'à la fin des années 1960.
Donc trois versions ont été effectivement utilisées par la France dont deux dans les combats de la guerre d'Algérie : les MS.472 et 475, d’abord comme avions d’entraînement puis comme avions d’appui, en les équipant de mitrailleuses dans les ailes et de lance-roquettes sous les ailes, mais ils furent rapidement remplacés à partir de 1957 par les North American T-6 Texan. Il ne semble pas que la Marine ait utilisé ses MS.474 en Algérie.

## Variantes
- MS.470
- MS.472
- MS.474, moteur Gnome et Rhône 14M-04, premier vol le 27 février 1947. 70 exemplaires construits pour l'entraînement de l'aéronavale. Il est le premier avion français à se poser sur le porte-avions Arromanches.
- MS.475

## Utilisateurs
France :
- Armée de l'air
- Marine nationale